# Milton Friedman
Milton Friedman (/ ˈfriːdmən /; 31. července 1912 New York – 16. listopadu 2006 San Francisco) byl americký ekonom, který obdržel v roce 1976 Nobelovu cenu za ekonomii za svůj výzkum analýzy spotřeby, měnové historie a teorie a složitosti stabilizační politiky. Friedman, spolu s George Stiglerem a dalšími, byl v období 40. let 20. století mezi intelektuálními vůdci druhé generace Chicagské ekonomické školy, což byla skupina přednášejících na Ekonomické katedře Chicagské univerzity. Několik studentů a mladých profesorů, kteří byli přijati nebo mentorováni Friedmanem v Chicagu, se stalo vedoucími světovými ekonomy. Jednalo se například o Garyho Beckera, Roberta Fogela, Thomase Sowella a Roberta Lucase Jr.
Friedmanovy výzvy k tomu, co později nazval „naivní keynesiánskou“ teorií, začaly jeho reinterpretací pojmu „konzumní funkce“ v 50. letech 20. století. V šedesátých letech se stal hlavním obhájcem oponujícím keynesiánské vládní politice a popsal svůj přístup (spolu s ekonomikou hlavního proudu) jako použití „keynesiánského jazyka a aparátu“, přičemž odmítl jeho „počáteční“ závěry. Tvrdil, že existuje „přirozená“ míra nezaměstnanosti a argumentoval tím, že nezaměstnanost pod touto mírou by způsobila zrychlení inflace. Domníval se, že Phillipsova křivka byla v přirozeném stavu vertikální a předpověděl jev, který vešel ve známost jako stagflace. Friedman prosazoval alternativní makroekonomický pohled známý jako „monetarismus“ a tvrdil, že by se měla upřednostňovat politika stabilního a malého rozšiřování peněžních zásob. Jeho představy o měnové politice, zdanění, privatizaci a deregulaci ovlivnily vládní politiku, zejména v 80. letech. Jeho měnová teorie ovlivnila reakci Federálního rezervního systému na globální finanční krizi v letech 2007–2008.
Friedman byl poradcem republikánského prezidenta Ronalda Reagana a konzervativní britské premiérky Margaret Thatcherové. Jeho politická filosofie vyzdvihovala výhody ekonomického systému volného trhu s minimálními zásahy. Friedman jednou prohlásil, že jeho účast v procesu odstraňování odvodů ve Spojených státech je úspěch, na který je nejvíce pyšný. Ve své knize Kapitalismus a svoboda z roku 1962 obhajoval politiku dobrovolnické práce v armádě, volně se pohybujících směnných kurzů, zrušení lékařských licencí, negativní daně z příjmu a školních poukazů. Friedman se v této knize též postavil proti válce s drogami. Friedman také podporoval rozšíření možností při výběru škol, což ho vedlo k založení nadace Friedman Foundation for Educational Choice, která byla později přejmenována EdChoice.
Friedmanovy práce zahrnují monografie, knihy, vědecké články, televizní programy a přednášky, a pokrývají širokou škálu ekonomických témat a otázek veřejné politiky. Jeho knihy a eseje měly globální vliv, a to i v bývalých komunistických státech. V průzkumu ekonomů byl Milton Friedman hodnocen jako druhý nejvíce populární ekonom 20. století., v žebříčku ho předstihl pouze John Maynard Keynes. Britský týdeník The Economist Friedmana označil za nejvlivnějšího ekonoma druhé poloviny 20. století.

## Život
Friedman se narodil ve čtvrti Brooklyn v New Yorku 31. července 1912. Jeho rodiče, Sára Ethel a Jenő Saul Friedman, byli přistěhovalci židovského vyznáni, kteří do USA emigrovali z města Berehovo, které se nachází v tehdejší Podkarpatské Rusi (nynější Ukrajina). Oba rodiče pracovali jako obchodnici se suchým zbožím (například textil). Krátce po narození Friedmana se jeho rodina přestěhovala do města Rahway ve státě New Jersey. Friedman byl talentovaný student a povedlo se mu vystudovat Rahway High School již před svými šestnáctými narozeninami. Díky své úspěšnosti ve studiu získal stipendium na Rutgers University.
V roce 1932 Friedman dokončil studia na Rutgers University, kde se zaměřoval na matematiku a ekonomii a původně zamýšlel, že by se mohl stát pojistným matematikem. V průběhu studia na Rutgers University byl Friedman ovlivněn dvěma profesory ekonomie, Arthurem F. Burnsem a Homerem Jonesem, kteří ho přesvědčili, že moderní ekonomie by mohla pomoci ukončit světovou ekonomickou krizi 30. let 20. století.
Po dokončení Rutgers University byly Friedmanovi nabídnuty další dvě stipendia. Jedno pro obor matematika na Brown University a druhé pro obor ekonomie na University of Chicago. Friedman si nakonec vybral druhé jmenované a v roce 1933 získal titul magistra umění. V průběhu studia v Chicagu Friedmana silně ovlivnili Jacob Viner, Frank Knight a Henry Simons. Friedman v Chicagu také poznal svou budoucí ženu, ekonomku Rose Director. V akademickém roce 1933/34 Friedman studoval na Columbia University statistiku u renomovaného statistika a ekonoma Harolda Hotellinga v rámci meziuniverzitního studijního programu. V akademickém roce 1934/35 se vrátil zpět do Chicaga, kde pracoval jako asistent výzkumu pro Henryho Schultze, který poté pracoval na teorii měření poptávky (Theory and Measurement of Demand). Friedman si v tomto roce také vytvořil celoživotní přátelství s George Stiglerem a W. Allenem Wallisem.

## Veřejná činnost
Friedmanovi se zprvu nedařilo najít akademické povolání, a tak v roce 1935 odcestoval se svým přítelem A. Wallisem do Washingtonu D.C., kde byl Rooseveltův „Nový úděl” (New Deal) záchranou pro mnoho mladých ekonomů. New Deal byla řada programů, finančních reforem a předpisů přijatých prezidentem Franklinem D. Rooseveltem ve Spojených státech v letech 1933 až 1936. Ve Washingtonu D.C. Friedman řekl, že on a jeho manželka považovali programy vytváření pracovních míst, jako jsou WPA, CCC a PWA, za vhodnou reakci na kritickou situaci. Opatření k určování cen a mezd, které zavedla Národní správa obnovy (National Recovery Administration) a Správa zemědělských úprav (Agricultural Adjustment Administration) však již nepovažovali za vhodný krok. Friedman věřil, že regulace cen zasahuje do základního signalizačního mechanismu, který má pomoci využívat zdroje tam, kde byly nejvíce oceňovány. Friedman později dospěl k závěru, že veškerá vládní intervence spojená s Novou Dohodou byla „nesprávným lékem na nesprávnou chorobu“, přičemž argumentovala tím, že peněžní zásoba by měla být jednoduše rozšířena, namísto jejího omezení. Friedman a jeho kolegyně Anna Schwartz napsali knihu Měnová historie Spojených států. Friedman v knize popisoval mimo jiné příčiny vzniku Hluboké Deprese. Mezi hlavní příčiny zařadil rozsáhlé měnové kontrakce, ke kterým docházelo kvůli bankovním krizím. Ke krizi došlo, podle Friedmana, také kvůli nesprávné politice ze strany Federálního rezervního systému.
Během roku 1935 začal pracovat v Radě pro plánování národních zdrojů, která poté pracovala na rozsáhlém průzkumu spotřebitelského rozpočtu. Postřehy z tohoto projektu se později staly součástí Friedmanovy Teorie spotřební funkce. Během podzimu 1937 začal Friedman pracovat pro Národní úřad pro hospodářský výzkum, aby asistoval Simonovi Kuznetsovi v jeho práci o profesním příjmu. Tato práce vyústila v jejich společně vytvořenou publikaci Příjmy z nezávislé odborné praxe. Friedman s Kuznetsovem v publikaci prezentují svou tezi, která říká, že profesionální licence uměle omezují poskytování služeb a zvyšují ceny. Dále pak představují koncepty trvalého a přechodného příjmu.
Během roku 1940 byl Friedman jmenován odborným asistentem na University of Wisconsin–Milwaukee, kde se ovšem na Ekonomické katedře setkal s antisemitismem, a proto se rozhodl vrátit do státní správy. Mezi lety 1941 a 1943 pracoval Friedman na válečné daňové politice pro federální vládu jako poradce vyšších úředníků Ministerstva financí Spojených států amerických. Jako tiskový mluvčí ministerstva financí v roce 1942 obhajoval keynesiánskou daňovou politiku. Pomohl také vymyslet systém srážkové daně ze mzdy, protože federální vláda potřebovala dostatek peněz pro vedení války.

## Politické názory
Federální rezerva a měnová politika. Přestože Friedman došel k závěru, že vláda by měla zasahovat do měnového systému, byl kritický k federální rezervě a měl pocit, že by měla být zrušena. Tvrdil, že by Systém Federální Rezervy měl být nahrazen počítačovým programem. Ten by měl sledovat stav měny a v závislosti ní, prodávat nebo skupovat cenné papíry. Návrh na neustálé zvyšování peněžní zásoby každý rok v určité předem stanovené výši se stal známým jako Friedmanovo pravidlo k-procenta. Existuje diskuse o účinnosti teoretického režimu cílení na peněžní zásoby. Neschopnost Fedu (Federální rezervní systém USA) splnit své cíle v oblasti peněžní zásoby v letech 1978–1982 vedla některé k závěru, že to není proveditelnou alternativou k běžnější inflaci a cílení na úrokové sazby. Ke konci svého života sám Friedman vyjádřil pochybnosti o platnosti cílení na samotné množství peněz. V ideálním případě upřednostňoval Friedman principy chicagského plánu z 30. let, který by ukončil bankovnictví částečných rezerv a tím i tvorbu soukromých peněz. Banky by byly nuceny disponovat 100% rezervami podporujícími vklady, a místo toho by pravomoci tvorby peněz dávaly výlučně do rukou vlády USA. To by umožnilo cílenější růst peněz, protože endogenní peníze vytvořené částečným půjčováním rezerv by již nebyly hlavním problémem.
Friedman byl silným zastáncem pohyblivých směnných kurzů po celé období Brettonwoodského systému. Tvrdil, že flexibilní směnný kurz by umožnil vnější přizpůsobení a země by měli větší šanci vyhnout se krizím platební bilance. Pevné směnné kurzy viděl jako nežádoucí formu vládních zásahů. Svůj názor vyjádřil ve svém článku z roku 1953, “The Case for Flexible Exchange Rates“, v době, kdy většina komentátorů nepovažovala možnost pohyblivých směnných kurzů reálnou.

## Branná povinnost
Friedman tvrdil že branná povinnost je „v rozporu se svobodnou společností.“ Ve své knize „Kapitalismus a svoboda“ tvrdil, že odvody jsou nespravedlivé a tyranské, což brání mladým mužům ve svobodném utváření jejich života. Během Nixonovy administrativy vedl komisi k výzkumu přechodu na placené / dobrovolné ozbrojené síly. Později uvedl, že jeho role při odstraňování odvodů ve Spojených státech pro něho byla jeho největším úspěchem. I přes svůj odpor k odvodům Friedman přiznával, že zavedení systému všeobecného vojenského výcviku, jako rezervy v případě válečného času, může být odůvodněné. Jeho implementaci ve Spojených státech však kritizoval a označil ji za „monstróznost."

## Zahraniční politika
Friedman podporoval zapojení USA do druhé světové války a zpočátku byl také pro nastolení tvrdého odporu proti komunismu, ale časem své názory zmírnil. V rozhovoru z roku 1995 uvedl, že byl anti-intervencionista. K pozdějším válkám v Perském zálivu a v Iráku se stavěl kriticky. V rozhovoru na jaře 2006 Friedman uvedl, že irácká válka narušila postavení USA ve světě, a že by mohlo pozici Spojených států zlepšit, kdyby se boje v Iráku ukončily a situace stabilizovala.

## Libertarianismus a republikánská strana
Friedman byl ekonomickým poradcem v prezidentské kampani Barryho Goldwatera v roce 1964. Byl poradcem guvernéra Kalifornie Ronalda Reagana a byl aktivní v jeho prezidentských kampaních. Od roku 1981 byl členem jeho poradního výboru pro hospodářskou politiku. V roce 1988 obdržel prezidentskou medaili za svobodu a národní medaili vědy. Řekl, že je filozofem libertariánismu, ale členem americké republikánské strany kvůli „účelnosti“ („Jsem libertarián s malým „l“ a republikán s velkým „R“, a republikánem s velkým „R“ jsem z důvodu účelnosti, nikoli z principu.“) Monopoly a veřejné statky Friedman podporoval státní poskytování některých veřejných statků, o kterých se předpokládá že je soukromé podniky nejsou schopné poskytovat. Tvrdil však, že mnoho služeb poskytovaných vládou by mohl lépe provádět soukromý sektor. Především se domníval, že pokud jsou některé veřejné statky poskytovány státem, neměly by být právním monopolem, kde je soukromá soutěž zakázána; například napsal, že:
| „                 | Neexistuje způsob, jak ospravedlnit náš současný monopol pošty. Lze tvrdit, že přeprava pošty je technickým monopolem a že vládní monopol je nejméně zla. V souladu s tím by se dalo snad ospravedlnit vládní poštu, ale nikoli současný zákon, který znemožňuje komukoliv jinému doručovat poštu. Pokud je doručení pošty technickým monopolem, nikdo jiný nebude schopen uspět v soutěži s vládou. Pokud tomu tak není, není důvod, proč by se do něj měla zapojit vláda. Jediným způsobem, jak to zjistit, je ponechat ostatním volný vstup. | “ |
| — Milton Friedman | |   |

Friedmanova doktrína je založena na maximalizaci zisku bez ohledu na dopady. Tato doktrína byla populární od 80. let 20. století až do doby, kdy nastala velká recese.

## Sociální zabezpečení, sociální programy a záporná daň z příjmu
V roce 1962 Friedman kritizoval sociální zabezpečení ve své knize Kapitalismus a svoboda a tvrdil, že vytvořilo závislost na sociálních programech. Na druhou stranu v předposlední kapitole téže knihy Friedman tvrdil, že zatímco kapitalismus značně snížil rozsah chudoby v absolutních číslech, „chudoba je zčásti relativní záležitostí, a dokonce v [bohatých západních] zemích mnoho lidí žije v podmínkách, které bychom my ostatní označili za chudobu." Přestože Friedman uznával výhody soukromé charity, tvrdil že ve větších komunitách je nedostačující a oproti charitě i sociálnímu zabezpečení podporoval zápornou daň z příjmu. Jedněmi z jeho hlavních argumentů bylo, že by se mohla přímo začlenit do daňového systému, byla by méně nákladná a snížila by administrativní zátěž při zavádění sociální „záchranné sítě“. Friedman zopakoval tyto argumenty o 18 let později ve Svobodném rozhodnutí, s dodatečnou výhradou, že taková reforma by byla uspokojivá, pouze pokud by nahradila současný systém sociálních programů, nikoli pokud by jej jen rozšířila.

## Názory na protidrogovou politiku
Friedman byl zastáncem libertariánské politiky, která je pro legalizaci drog a prostituce. Během roku 2005 Friedman a více než 500 dalších ekonomů prosazovali diskuse o ekonomických výhodách legalizace marihuany.

## Práva homosexuálů
Friedman byl také zastáncem práv homosexuálů. I když nikdy výslovně nepodporoval manželství stejného pohlaví, řekl: „Nevěřím, že by měla existovat jakákoli diskriminace homosexuálů."

## Imigrace
Friedman podporoval imigraci s tím, že legální i nelegální přistěhovalectví má velmi pozitivní dopad na americkou ekonomiku. Přesto nicméně navrhl, že přistěhovalci by neměli mít přístup k sociálnímu zabezpečení. Uvedl, že imigrace z Mexika byla „dobrá věc“, a to zejména nelegální imigrace. Argumentoval tím, že nelegální přistěhovalectví bylo požehnáním, protože: „Přijímají práci, kterou většina obyvatel této země nechce přijmout, poskytují zaměstnavatelům pracovníky, které jinak nemohou získat“, a nevyužívají sociální zabezpečení. Ve volném výběru, Friedman napsal: „Žádné svévolné překážky by neměly bránit lidem v získávání pracovních pozic, pro které se hodí a ke kterým je vedou jejich hodnoty. Věk, národnost, barva pleti, náboženství, pohlaví ani žádná jiná irelevantní charakteristika by neměla určovat příležitosti, které jsou člověku otevřeny – to by měly pouze jeho schopnosti.“

## Vyznamenání, uznání a vliv
George H. Nash, přední historik amerického konzervatismu, říká, že „koncem šedesátých let byl pravděpodobně nejuznávanějším a nejvlivnějším konzervativním vědcem v zemi a jedním z mála s mezinárodní reputací“. Friedman dovolil Cato institutu používat jeho jméno pro jejich cenu Miltona Friedmana za přínos svobodě, která je udělována od roku 2001.
V roce 1976 převzal Friedman Nobelovu cenu za ekonomii. V roce 2013 Stephen Moore, člen redakčního časopisu The Wall Street Journal, řekl: „Citovat nejuznávanějšího šampióna ekonomiky volného trhu, od dob Adama Smithse se trochu podobal citování Bible.“ Dodává: „Někdy se vyskytuje vícenásobná a protichůdná interpretace.“

## Dílo
K jeho nejznámějším dílům patří například:
- Za vším hledej peníze (Money Mischief) – 1992
- Kapitalismus a svoboda (Capitalism and Freedom) – 1962
- Svoboda volby (Free to Choose) – 1990 (napsal ji společně se svou ženou Rosou Friedmanovou)
- Metodologie pozitivní ekonomie (Essays in Positive Economics) – 1953